# 지승환
지승환(1986년 3월 11일 ~ )은 대한민국의 야구선수이며 前 KBO 리그 전 LG 트윈스의 투수이다. 2011년 11월 25일 서승화, 민경수와 함께 LG 트윈스로부터 방출당한다.